# Hookhamsnyvy Creek
Le Hookhamsnyvy Creek (en anglais : Hookhamsnyvy Creek River)  est un ruisseau situé dans le Nord de la région de Canterbury dans l’Île du Sud de la Nouvelle-Zélande.

## Géographie
Hookhamsnyvy Creek est situé au nord de la ville de Parnassus et prend naissance dans les collines de Hundalee Hills. Il s’écoule grossièrement vers le sud avant de tourner brièvement vers l’ouest pour rejoindre la rivière Leader.
En 1912, la ligne de chemin de fer de la Main North Line fut ouverte à partir de Christchurch jusqu’à Parnassus, avec pour objectif ultime de créer une ligne Nord vers Picton via Blenheim et Kaikoura. La première route nord suivait la vallée de la rivière Leader et pouvait nécessiter un détour par Hookhamsnyvy Creek. Certains travaux de terrassements furent faits pour cela, mais l’interruption lié à la Première Guerre mondiale en 1914 causa l’arrêt de la construction. Mais quand ils reprirent, un nouveau trajet côtier via la ville de Hundalee fut choisi et la route de Hookhamsnyvy Creek fut abandonnée de façon définitive quand la ligne de chemin de fer ouvrit en 1945.